# Kustanaj (dystrykt)
Kustanaj (kazach.: Қостанай ауданы, Qostanaý aýdany) – dystrykt we wschodnim Kazachstanie. Stolicą dystryktu jest Zatobolsk. Kustanaj jest zamieszkiwany przez 68914 osób (wg spisu 2013 roku), z kolei według innych źródeł przez 67512 osób (dane z 2009 roku) lub 65 435 (z 1999 roku).

## Związani z dystryktem
- Aleksandra Klimova (1921–2005) – aktorka
- Iwan Fomicz Pawłow (1922–1950) – żołnierz